# てっぺんとったるで!
『てっぺんとったるで!』はKBS京都テレビとびわ湖放送で放送の天下一品の一社提供によるトーク番組・バラエティ番組。KBS京都では2014年8月2日から2025年6月28日まで放送されていた。

## 概要
世にてっぺんとる者あれば、その極意を知りたい。様々な分野で「てっぺん」を極める人をゲストとして招くトーク番組である。
番組開始当初はてっぺん研究所所長として、元大阪市長であった平松邦夫が出演していたが、開始から12回で番組を降板した。この降板に関する詳細は、平松のFacebookに記載がある。平松降板後はやのぱんが2代目てっぺん研究所所長として出演する。
天下一品の一社提供であり、前番組であるとっぴもナイトから木村勉は引き続き出演する。
収録は大津市のあがりゃんせで行われる。

## 出演者
てっぺん研究所 2代目所長　司会
- やのぱん（松竹芸能所属のタレント）

最高名誉顧問
- 木村勉（天下一品グループ会長・創業者）

3代目アシスタント
- 田口万莉 - タレント（2021年10月〜）桂坂育ちで9号線にあった天下一品に通っていた

「てっぺん研究所」特派員 - 天下一品杯 少年野球大会リポートとスタジオ出演
- 彼方茜香  - ラジオ大阪OBC『天下一品！こってり一直線！』にもやのぱんと出演
- くわがた心

「こってりはんが来た！」こってりはんリポーター（旧コーナー）
- 新米ディレクター王
- 新米ディレクター柴崎
- 新米ディレクター小森

天下一品西院店屋台新店舗リポーター
- 木村一仁（きむら かずひと）天下一品グループ代表取締役社長（2021/5/29放送）

目指せ会長からのイイネ　てっぺんチャンネル
- ラーメンメロス
- 天下一品公認ボーカルユニットGold&Silver 高橋愛生(Silver)　脇本明友斗(Gold)

### 少年野球大会
天下一品が後援している少年野球大会の決勝戦の模様を放送している
小学生
・京都市長旗選手権天下一品杯少年野球大会
・京都府知事旗選手権天下一品杯少年野球大会
中学生
・天下一品旗争奪少年軟式野球大会

### ゲスト
- 森脇健児
- アルミカン(2022/6/18)
- 笑福亭純瓶(2022/9/3,10)
- 大衆演劇
- 山崎ていじ　※番組最多出演
- 浅田あつこ

ほか

### 元出演者
てっぺん研究所 初代所長
- 平松邦夫（フリーアナウンサー、第18代大阪市長）[1]

主任研究員
- 黒田知沙 - 元KRD8メンバーで当時医大生
- ほっぺふき子（造形作家・モデル・唎酒師）（2016年4月〜2021年9月）

## コーナー
- てっぺんカード ‐ ゲストがお題が書かれた10枚の裏返しのカードの中から、めくったお題についてトークする
- 気になる情報徹底リサーチ‼TEPPEN TIMES! - 天下一品さんにまつわるちょっとしたニュースを紹介するコーナー
- てっぺんルーレット （旧コーナー）- 木村会長がルーレットのボタンを押し、とまったところのテーマに沿ってゲストとおしゃべりするコーナー
  - こってりな話 - ゲストがなかなか話すことのないこってりな人生秘話を語る
  - 天下一品な話 - ゲストが天下一品愛をたっぷり語る
  - あっさりな話 - ゲストが知られざる人柄やあまり知られていないエピソードなどを語る
  - 教えて会長 - ゲストから木村会長に聞いてみたい話 教えてほしい話などを質問
  - てっぺんな話 - ゲストがこれからの目標や夢を語る
  - 告知 - ゲストの告知コーナー

## テーマソング
- 「てっぺん」 歌：フジヤマルーキー

## スタッフ
- スタジオイラスト：もみじ真魚
- 制作統括：福井佐恵（CREST）
- プロデューサー：加藤大輔（大毎広告）、東郷一重（元気な事務所）
- ディレクター：上田雅史、間処圭介、宮渕烈
- カメラ：三重龍、高井裕揮
- 音声：林敏永
- 技術協力：カムクルー
- メイク：オフィスユー
- 編集：遠藤功二
- CG：伊庭彩可
- 制作協力：元気な事務所
- 制作著作：CREST、大毎広告

## 放送時間
- KBS京都テレビ 土曜日 22:00 - 22:30
- びわ湖放送 土曜日 22:30 - 23:00[注釈 1][注釈 2]